# Lijst van voetbalinterlands Joegoslavië - Schotland
Deze lijst van voetbalinterlands is een overzicht van alle officiële voetbalwedstrijden tussen de nationale teams van Joegoslavië en Schotland. De landen speelden in totaal acht keer tegen elkaar. De eerste ontmoeting, een vriendschappelijke wedstrijd, werd gespeeld in Belgrado op 15 mei 1955. Het laatste duel, een kwalificatiewedstrijd voor het Wereldkampioenschap voetbal 1990, vond plaats op 6 september 1989 in Zagreb.

## Wedstrijden
| № | Plaats         | Datum             | Competitie           | Wedstrijd               | Uitslag |
| - | -------------- | ----------------- | -------------------- | ----------------------- | ------- |
| 1 | Belgrado       | 15 mei 1955       | Vriendschappelijk    | Joegoslavië − Schotland | 2 − 2   |
| 2 | Glasgow        | 21 november 1956  | Vriendschappelijk    | Schotland − Joegoslavië | 2 − 0   |
| 3 | Västerås       | 8 juni 1958       | WK 1958              | Schotland − Joegoslavië | 1 − 1   |
| 4 | Belo Horizonte | 29 juni 1972      | Vriendschappelijk    | Schotland − Joegoslavië | 2 − 2   |
| 5 | Frankfurt      | 22 juni 1974      | WK 1974              | Schotland − Joegoslavië | 1 − 1   |
| 6 | Glasgow        | 12 september 1984 | Vriendschappelijk    | Schotland − Joegoslavië | 6 − 1   |
| 7 | Glasgow        | 19 oktober 1988   | WK 1990 kwalificatie | Schotland − Joegoslavië | 1 − 1   |
| 8 | Zagreb         | 6 september 1989  | WK 1990 kwalificatie | Joegoslavië − Schotland | 3 − 1   |

## Samenvatting
| Competitie        | Totaal gespeeld | Winst Joegoslavië | Gelijk | Winst Schotland | Doelsaldo Joegoslavië – Schotland |
| ----------------- | --------------- | ----------------- | ------ | --------------- | --------------------------------- |
| WK-eindronde      | 2               | 0                 | 2      | 0               | 2 − 2                             |
| WK-kwalificatie   | 2               | 1                 | 1      | 0               | 4 − 2                             |
| Vriendschappelijk | 4               | 0                 | 2      | 2               | 5 − 12                            |
| Totaal            | 8               | 1                 | 5      | 2               | 11 − 16                           |